# Formação Judith River
A Formação Judith River é uma formação geológica contendo fósseis em Montana e faz parte do Grupo Montana. Data do Cretáceo Superior, entre 79 e 75,3 milhões de anos atrás, correspondendo à idade Campaniana. Foi estabelecido durante o mesmo período que partes da Formação Two Medicine de Montana e da Formação Oldman de Alberta. É uma formação historicamente importante, explorada pelos primeiros paleontólogos americanos, como Edward Drinker Cope, que nomeou vários dinossauros a partir de restos fragmentados encontrados aqui em sua expedição de 1876 (como Monoclonius). Trabalhos modernos encontraram esqueletos quase completos do hadrossaurídeo Brachylophosaurus.

## Descrição
A formação é composta por lamito, siltito e arenito. Esta se sobrepõe em conformidade à Formação Claggett e à Formação Pakowki. É coberto pela Formação Bearpaw. É equivalente à Formação Belly River no sopé do sul das Montanhas Rochosas canadenses, à Formação Lea Park no centro de Alberta e à Formação Wapiti nas planícies do noroeste.
A Formação Judith River é dividida em quatro membros, o membro Parkman Sandstone, o membro McClelland Ferry, o membro Coal Ridge e o membro Woodhawk. Acredita-se que o membro McClelland Ferry (78,7-76,3 Ma) seja equivalente à Formação Oldman, com o membro Coal Ridge (76,3-75,3 Ma) equivalente à Formação Dinosaur Park.